# Hopi-Tewa
Hopi-Tewa är en tewaindianskt folkgrupp i sydvästra Förenta Staterna vilka talar en sydlig varietet av tewa, som är ett språk tillhörigt språkfamiljen kiowa-tanoan. De har sedan år 1700 tillhört hopisamhället. De bor tillsammans med hopi i två bosättningar, Hano eller Tewa Village, som domineras av tewa, men även har hopiinvånare, och Polacca där de utgör ungefär en tredjedel av invånarna.